# Стайлъс (Едгар Алън По)
Вижте пояснителната страница за други значения на Перото.
Перото (на английски: The Stylus), оригинално Писалката (The Penn) е неиздадено списание, чийто собственик и редактор е Едгар Алън По.
Писателят постоянно мечтае за създаването на американско литературно списание с високи стандарти, което да повдигне литературата по онова време. Въпреки всичките опити на По, списанието никога не стига до печат.